# Мельник, Константин Константинович
Константин Константинович Мельник-Боткин (фр. Constantin Melnik; 24 октября 1927 года, Франция — 14 сентября 2014 года) — французский разведчик, политолог, мемуарист. Участник Французского Сопротивления.

## Биография
Константин Мельник-младший родился во Франции, в семье русских эмигрантов первой волны: белогвардейского поручика, выходца из семьи зажиточных волынских крестьян Константина Семёновича Мельника (1893—1977) и Татьяны Боткиной, дочери лейб-медика семьи Николая II Е. С. Боткина.

Константин был лучшим учеником в лицее, а параллельно — связным и информатором подпольщиков-маки́. 
Французская разведка вела себя грамотно относительно немцев. Партизанская война не была, конечно, значимым явлением, но вот разведка действительно работала хорошо.
 — вспоминал впоследствии Мельник. После Второй мировой войны Мельник два года служил переводчиком в американской армии. Позднее К. Мельник вспоминал о себе и о друге детства — князе Сергее Оболенском (1909—1992): 
Ненависти к Советскому Союзу у него не было. Он и я считали, что Европу освободил от гитлеровцев Советский Союз. Для нас гимн СССР был гимном освободителей. Я после окончания лицея даже вступил в организацию «Советские патриоты».
 Какое-то время Мельник работал аналитиком, сотрудничал с ватиканской организацией «Russicum».
Окончил Парижский институт политических наук (1946), где был первым на своём курсе. Во время учёбы в Институте политических наук, не имея средств чтобы снимать комнату в Париже, Мельник прожил в Мёдоне с 1946 по 1949 год.
Работал секретарём группы радикал-социалистов в Сенате. С 1952 года работал в Министерстве внутренних дел Франции. В 1953 году предсказал приход к власти в СССР Н. С. Хрущёва. Был призван в армию, служил в Генеральном штабе национальной обороны Франции у маршала Жюэна.
Несколько лет Мельник проработал в США в корпорации стратегических исследований RAND, изучая американские методы борьбы против СССР; с 1955 года являлся её представителем в Париже.
После 13 мая 1958 года и возвращения генерала де Голля к власти, Мельник стал техническим советником премьер-министра Франции. В 1959—1962 годах — координатор работы французских спецслужб (PJ, RG, SDECE, DST, PP) при премьер-министре Мишеле Дебре. Первоначально главной его задачей была борьба с разведкой КГБ и алжирского Фронта национального освобождения. В своих взглядах и работах, изданных позже в RAND. Мельник положительно относился к систематическим пыткам пленных партизан и оправдывал их. Затем сферой его деятельности стала борьба с Секретной вооружённой организацией (ОАС). Это был период, когда де Голль резко изменил вектор своей алжирской политики, приступил к свёртыванию колониальной войны и затеял тайные переговоры с борцами за независимость Алжира из ФНО. В роли посредника выступил именно Константин Мельник.
Сатирическая пресса именовала его « le SDECE tartare » ( игра  слов:   « steak tartare » -татарский бифштекс (бифштекс по-татарски, стейк тартар) с отсылкой как к SDECE, так и к татарским предкам Мельника.
После 1962 года Мельник занимался преимущественно издательской деятельностью.
Впервые Мельник посетил Россию в 1998 году, прибыв на т.н. « похороны останков царской семьи и своего деда, лейб-медика Е. С. Боткина. »

## Книги
- «Третий Рим, развал или экспансия Советской империи»
- «Дело об измене»
- «Современная разведка и шпионаж»

## Документалистика
- Документальный фильм из цикла «Соло для одиноких сов». Режиссёр: Григорий Илугдин. ООО «Мириам-Медиа» по заказу ГТРК «Культура». 2011 г (21 августа 2020). Константин Мельник.  39 мин. Россия-Культура. {{cite episode}}: |series= пропущен или пуст (справка)